# Matteo Campori
Matteo Campori (Modena, 1856 – 1933) è stato un poeta, politico e collezionista d'arte italiano.

## Biografia
Matteo Campori nacque a Modena nel 1856 dai marchesi Cesare Campori e Adele Ricci di Macerata. Dopo aver intrapreso gli studi nel prestigioso Collegio San Carlo frequentò l’Accademia militare di Modena aggiudicandosi il titolo di ufficiale di cavalleria. Sull’esempio del padre e dello zio Giuseppe Campori proseguì la prospera tradizione familiare dedita allo studio della letteratura e delle arti. La prima opera data in stampa a Modena fu Primavere poetiche nel 1879 ma la più significativa fu la corrispondenza fra Lodovico Antonio Muratori e Leibniz pubblicata interamente nel 1892.

### Gli esordi come collezionista
Gli anni ottanta del XIX secolo furono segnati dal matrimonio con Camilla Stanga (1884) e da un episodio che contribuì a costituire  una “raccolta eclettica”: la perdita di una parte della collezione di famiglia dovuta a una donazione testamentaria dell'erudito zio Giuseppe alle istituzioni culturali cittadine (1888), stimolarono il Campori a intraprendere un’attenta ricerca di opere e oggetti di rilevanza artistica. Il suo carattere risoluto emerse anche quando gli fu sequestrato il Cristo del Mantegna: la grave perdita presto lo indusse a comporre nel 1916 un breve componimento dal titolo Preghiera di guerra. Ad abbandonare le sale dello storico palazzo di famiglia situato in via Ganaceto furono numerosi dipinti, manoscritti, stampe e disegni che contribuirono ad arricchire le collezioni del Museo Civico, della Galleria Estense, della Biblioteca Estense, dell'Archivio Storico e della Biblioteca Poletti. 
In questi anni Matteo Campori ebbe modo di affinare il proprio gusto estetico in occasione di frequenti viaggi in Italia e in Europa che lo portarono a intrecciare rapporti con collezionisti, antiquari e restauratori, e a visitare importanti collezioni private all'estero, in particolar modo la Jacquemart-André di Parigi "più modernamente concepita". La pulitura dei dipinti assegnata a Secondo Grandi suscitarono in Campori emozioni tali da contribuire al suo interesse per il restauro, come dichiarò nel suo testo autobiografico Come divenni collezionista di cose d'arte pubblicato nel 1924. In queste pagine infatti dichiarò "[...] incaricai tosto il restauratore di provvedermi di tele antiche, fossero pure croste o cerotti, pur di provare la compiacenza di assistere alla loro rinascita o condanna a seconda della loro rivelazione". Per Campori essere un collezionista significava dedicarsi interamente alla ricerca e all'acquisto di oggetti d'arte che in lui scaturivano reazioni diverse: "se poi dall'arte pittorica o grafica passiamo nel campo dell'arte applicata, la ridda dei desideri si centuplica a beneficio della cornice artistica o del mobile d'intaglio, della ceramica faentina o dello smalto di Limoges, del marmo di scavo o del bronzo riccesco, dell'argenteria, della stoffa o del cristallo lavorato e via dicendo".

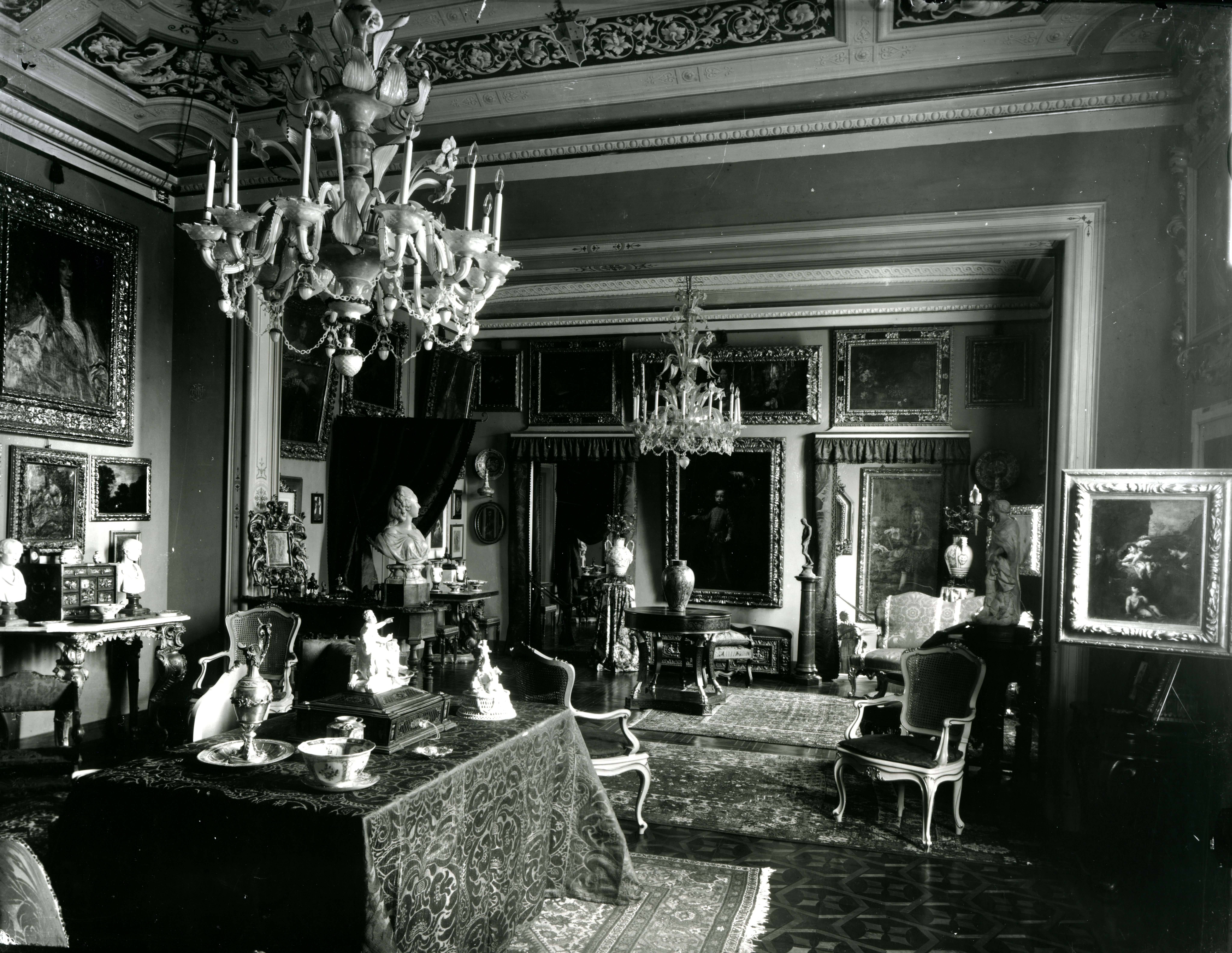
Palazzo Campori, Veduta degli ambienti interni, archivio fotografico del Museo Civico di Modena

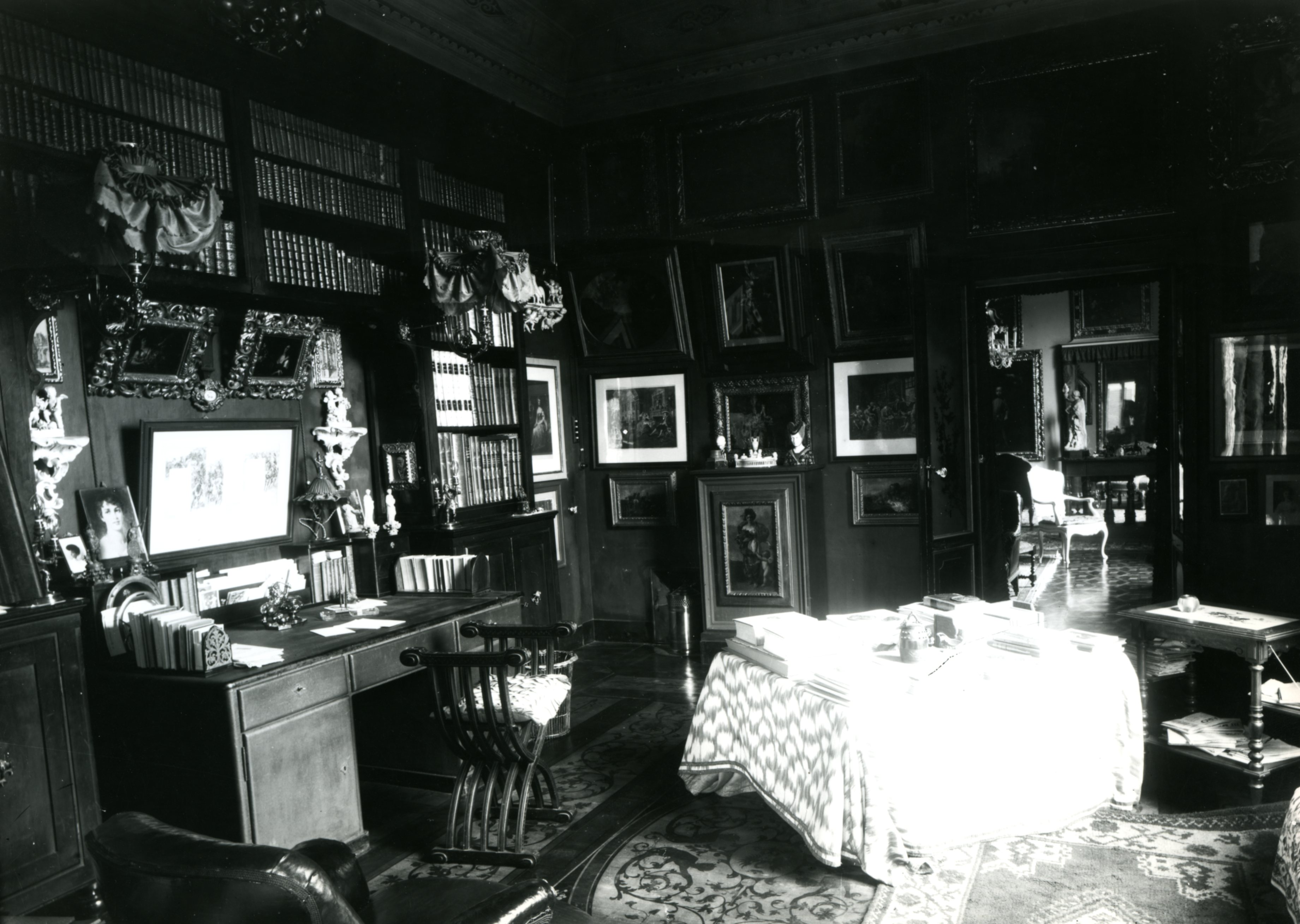
Palazzo Campori, studio del marchese Matteo Campori, archivio fotografico del Museo Civico di Modena

### La Galleria di Palazzo Campori
Il 19 maggio 1925 nelle sale del suo palazzo di via Ganaceto appena ristrutturato su progetto dell'Ingegner Emilio Giorgi, il marchese inaugurò una collezione eterogenea che vantava opere di illustri artisti sia italiani che stranieri secondo il suo personale gusto, ovvero "tutto ciò che colpiva gradevolmente il mio occhio". Tra gli oggetti d'arte in esposizione vi erano i "dipinti di colore", come amava definirli lui stesso, che comprendevano soggetti sacri e profani, ritratti, nature morte e scene di genere, in gran parte riconducibili al XVII-XVIII secolo. A questo cospicuo repertorio si aggiunse una raccolta di stampe di epoche e tecniche differenti, alle quali dedicò un intero ambiente, ma anche sculture, mobili, oggetti d'arredo e ceramiche coadiuvato dall'amico storico dell'arte Francesco Malaguzzi Valeri.

### La direzione del Museo Civico di Modena
Matteo Campori ricoprì l'incarico di direttore del Museo civico di Modena dal 1913 al 1932 contribuendo in modo concreto all'incremento delle singole raccolte con un interesse particolare per i pittori modenesi contemporanei quali Giovanni Muzzioli, Antonio Simonazzi e soprattutto Adeodato Malatesta, al quale venne dedicata un'intera sala nel 1931. Attualmente le opere del pittore modenese sono esposte nella sala di Rappresentanza di Palazzo Comunale.
Campori in quegli anni dovette frequentare anche lo scultore e falsario reggiano Ferrante Zambini, come rivela una bronzea Madonna del 1926, conservata a Ferrara presso gli eredi.
Grazie al suo stretto contatto con il mercato artistico, Campori non si lasciò sfuggire occasioni importanti, come la vendita della collezione Foresti di Carpi avvenuta nel 1913, in occasione della quale acquistò alcune opere per la sua Galleria privata e per il Museo. Nel complesso gli acquisti di Matteo Campori per l'istituto culturale appaiono significativi soprattutto per lo sviluppo della raccolta d'arte contemporanea e fortemente condizionati dalla matrice di base delle raccolte civiche che le vincolava al contesto locale.
Nello stesso tempo egli ravvisava chiaramente la necessità di “svecchiare il museo per dare a esso un ordinamento più confacente ai moderni studi”.
In veste di direttore Campori diede particolare importanza all'attività conservativa che includeva il restauro tra le attività ordinarie del Museo.

### La donazione al comune di Modena
Attivo nella vita politica modenese riuscì ad ottenere importanti incarichi come la nomina di consigliere comunale e provinciale già nei primi anni del Novecento. Per "giovare alla cultura e specialmente alla educazione dei suoi cittadini" nel 1929 Campori donò parte della sua collezione al comune di Modena. 
A causa di un bombardamento durante la Seconda Guerra Mondiale la Galleria di via Ganaceto fu distrutta e in seguito a un lungo contenzioso l'Amministrazione Comunale dovette restituire sedici opere e l'intero arredo agli eredi Campori. Le opere superstiti sono oggi conservate in una sala dedicata del Museo Civico con l'intento di rievocare l'allestimento della Galleria del palazzo di famiglia.